# Antistia (echtgenote van Appius Claudius Pulcher)
Antistia was een Romeinse vrouw (matrona) uit de plebejische gens Antistia.
Ze was de - mogelijk tweede - echtgenote van Appius Claudius Pulcher, consul in 143 v.Chr., en schoonmoeder van Tiberius Sempronius Gracchus. Zij is uit de antieke bronnen vooral bekend door het bij Plutarchus overgeleverde gesprek waarin ze het met haar man over het gearrangeerd huwelijk van hun dochter met Tiberius Sempronius Gracchus heeft, wat voor het aanzien van Tiberius in de toenmalige hoogste klasse (waartoe de gens Claudia behoorde) en hiermee ook voor zijn historische beoordeling van belang was en is.